# SHOPてチョーダイ!
SHOPてチョーダイ!（みせてチョーダイ）は、石川テレビで毎週水曜21:54 - 22:00に放送されているミニ番組である。再放送は毎週日曜1:45 - 1:50。

## ナビゲーター
石川テレビの女性アナウンサー1人が週替わりで担当。タイトルコールを言いながら強請るポーズ（通称・みせちょポーズ）で番組を締める。
| スタブアイコン | サブスタブ | この項目は、まだ閲覧者の調べものの参照としては役立たない、テレビ番組に関連した書きかけの項目です。この項目を加筆・訂正などしてくださる協力者を求めています（P:テレビ/PJ:放送または配信の番組）。 |